# Nəcəfqulu Rəfiyev
Nəcəfqulu Rəcəbəli oğlu Rəfiyev (ur. 22 marca 1912 w Ordubadzie, zm. 24 grudnia 1970 w Baku) – radziecki major narodowości azerskiej, Bohater Związku Radzieckiego (1944).

## Życiorys
Urodził się w rodzinie robotniczej. Po ukończeniu 9 klas szkoły uczył się na kursach jedwabnictwa w Tbilisi, pracował jako starszy inspektor stacji oprzędowo-nasiennej, w 1931 przeniósł się do Baku, gdzie skończył szkołę fabryczno-zawodową i następnie technikum kolejowe. W 1935 został powołany do Armii Czerwonej i skierowany do wojsk pancernych, ukończył Leningradzką Wyższą Szkołę Wojsk Pancernych. Od czerwca 1941 walczył w wojnie z Niemcami, 26 czerwca 1941 podczas walk o Krzemieniec został ranny w głowę, później uczestniczył w walkach o Żytomierz, Połtawę i Charków, był jeszcze dwukrotnie ranny. Jako dowódca plutonu czołgów 3 pułku czołgów 37 Brygady Zmechanizowanej 1 Korpusu Zmechanizowanego 1 Frontu Białoruskiego w stopniu młodszego porucznika w czerwcu 1944 wyróżnił się podczas operacji białoruskiej, m.in. walk w rejonie Bobrujska 26 czerwca i Lenino 27 czerwca, potem 8 lipca jako pierwszy wraz ze swoimi czołgistami wjechał na ulice Baranowicz. W 1945 ukończył Wyższą Oficerską Szkołę Wojsk Pancernych, a w 1951 Wyższą oficerską Szkołę Artylerii Samochodowej, był komisarzem wojskowym rejonu Culfa, w 1956 został zwolniony do rezerwy w stopniu majora. Jego imieniem nazwano ulice w Mińsku, Baku i Ordubadzie.

## Odznaczenia
- Złota Gwiazda Bohatera Związku Radzieckiego (26 września 1944)
- Order Lenina
- Order Czerwonego Sztandaru
- Order Czerwonej Gwiazdy (trzykrotnie)

I medale.